# Better Motörhead than Dead: Live at Hammersmith
Better Motörhead than Dead: Live at Hammersmith es un álbum en directo de la banda de rock británica Motörhead. Se comercializó el 16 de julio de 2007 y contiene la grabación del concierto que dio la banda por motivo de su 30 aniversario en el Hammersmith Apollo el 16 de junio de 2005.

## Lista de canciones
Todas las canciones compuestas por Eddie Clarke, Lemmy Kilmister y Phil Taylor, excepto donde se indique lo contrario.

### Disco uno
1. "Dr. Rock" (Michael Burston, Philip Campbell, Pete Gill, Kilmister)
2. "Stay Clean"
3. "Shoot You In The Back"
4. "Love Me Like A Reptile"
5. "Killers" (Campbell, Mikkey Dee, Kilmister)
6. "Metropolis"
7. "Love For Sale" (Campbell, Dee, Kilmister)
8. "Over The Top"
9. "No Class"
10. "I Got Mine" (Kilmister, Brian Robertson, Taylor)
11. "In The Name Of Tragedy" (Campbell, Dee, Kilmister)
12. "Dancing On Your Grave" (Kilmister, Robertson, Taylor)

### Disco dos
1. "R.A.M.O.N.E.S." (Burston, Campbell, Kilmister, Taylor)
2. "Sacrifice" (Burston, Campbell, Dee, Kilmister)
3. "Just 'Cos You Got the Power" (Burston, Campbell, Kilmister, Tayor)
4. "(We Are) The Road Crew"
5. "Going To Brazil" (Burston, Campbell, Kilmister, Taylor)
6. "Killed by Death" (Burston, Campbell, Gill, Kilmister)
7. "Iron Fist"
8. "Whorehouse Blues" (Campbell, Dee, Kilmister)
9. "Bomber"
10. "Ace Of Spades"
11. "Overkill"

## Personal
- Philip Campbell - guitarra, guitarra acústica, coros
- Mikkey Dee - batería, guitarra acústica
- Lemmy Kilmister - bajo eléctrico, armónica, voz